# پیشالیبی‌دد
پیشالیبی‌دد (نام علمی: Prolibytherium) نام یک سرده از تیره نردبان‌شاخان است.
پیشالیبی‌دد جانوری منقرض شده از جفت‌سم‌سانان بومی اوایل میوسن در جنوب آفریقا بود که از حدود ۱۶٫۹ به ۱۵٫۹۷ میلیون سال پیش می‌زیست.
ظاهری شبیه یک زرافه گردن‌کوتاه یا یک آهو داشت.